# Frank Winfield Anderson
Frank Winfield Anderson (* 4. April 1948) ist ein US-amerikanischer, im Bundesstaat Arizona zum Tode verurteilter Mörder. Sein Prozess war der erste des Staates Arizona, in dem ein Angeklagter durch ein Geschworenengericht – und nicht wie zuvor üblich von einem Richter – verurteilt wurde.

## Tathergang
Frank Anderson und seine zu diesem Zeitpunkt 14-jährige Freundin Kimberly Lane reisten von ihrer Heimat in Lancaster (Kalifornien) nach Nevada. Am 10. August 1996 wurden sie in Las Vegas als Anhalter von einem Unbekannten mitgenommen, der sie zu einer Familie in Golden Valley (Arizona) brachte, von der er wusste, dass sie Pensionsgäste aufnahm.
Hierbei handelte es sich um das Anwesen der Leta Kagen, ihrem Sohn Robert Delahunt und ihrem Ehemann Elliot Kagen. Ebenfalls wohnten dort Roland Wear und der 19-jährige Robert Poyson.
Anderson und Lane verbrachten einige Tage dort, als sie gemeinsam mit Poyson den Entschluss fassten, die anwesenden Bewohner zu töten und Wears Pick-up zu stehlen.
Am Abend des 13. August 1996 – Elliot Kagen besuchte gerade einen kranken Freund in Kingman (Arizona) – lockte Lane den 15-jährigen Robert Delahunt in einen Wohnwagen, der auf der Rückseite des Grundstücks stand, wo sie sich auf einer Matratze küssten. Anderson, der zuvor ein Messer im Wohnwagen versteckt hatte, packte den Jungen und verletzte ihn mit dem Messer am Hals. Daraufhin kämpften die beiden um das Messer.
Als Poyson hinzukam, um Anderson zu helfen, verließ Lane den Wohnwagen. Anderson stach das Messer schließlich in Delahunts Ohr und hielt ihn fest, während Poyson das Messer tiefer führte, bis es aus der Nase des Jungen trat. Daraufhin schlug er so lange mit einem Stein auf ihn ein, bis er starb.
Die drei Komplizen gingen sodann zum Wohnwagen der Kagens. Leta Kagen und Roland Wear begaben sich einige Stunden später ins Bett, nicht ahnend, was mit dem 15-jährigen geschehen war. Gegen Mitternacht  nahm Poyson ein Gewehr, welches sich im Wohnwagen befand, ging mit Anderson in das Schlafzimmer wo Leta Kagen und Roland Wear schliefen und schoss auf die beiden. Während Kagen sofort starb, wurde Wear nur am Kiefer verletzt. Er sprang aus dem Bett, woraufhin Poyson ihm den Gewehrkolben und Anderson eine Laterne auf den Kopf schlug. Wear rannte – verfolgt von den beiden Männern – aus den Wohnwagen, wo  Poyson mit einem von Anderson gereichten Schlackenbetonstein auf Wears Kopf einschlug, bis dieser starb.
Nachdem sie den Leichnam versteckt und ein paar Gegenstände an sich genommen hatten, verließen Anderson, Lane und Poyson Golden Valley in Wears Pick-up Richtung Osten auf der Interstate 40. Anderson konnte fünf Tage später in Süd-Illinois festgenommen werden, Lane und Poyson wurden später in einem Heim für Obdachlose in Evanston (Illinois) verhaftet.

## Urteil
Anderson wurde in erster Instanz einstimmig wegen bewaffneten Raubes, Verabredung zum Mord und dreifachen Mordes zum Tode verurteilt. Im Berufungsverfahren hob der Arizona Supreme Court das Urteil auf und ordnete eine neue Verhandlung an, weil die Auswahl der Juroren fehlerhaft war. Im darauf folgenden Prozess wurde Anderson erneut in allen angeklagten Punkten für schuldig befunden. Für die Morde wurde er dreimal zum Tode, für die Verabredung zum Mord zu lebenslanger Haftstrafe und für den bewaffneten Raub zu zwölfeinhalb Jahren Haft verurteilt.